# Det löser sig
Det löser sig är en svensk TV-film från 1976, regisserad av Christer Dahl och skriven av honom, Bodil Mårtensson och Lasse Strömstedt under pseudonymen Kennet Ahl. I rollerna ses bland andra Roland Hedlund, Maria Hörnelius och Strömstedt.

## Handling
Filmen skildrar en liten ort med en stor industri som köps upp av ett multinationellt företag.

## Rollista
- Roland Hedlund – Yngve Nord
- Maria Hörnelius – Gun Nord
- Lasse Strömstedt – Olle
- Bodil Mårtensson – Britt, Olles fru
- Fred Gunnarsson – Erik
- Wiveca Warenfalk – Mona, Eriks fru
- Roland Janson – Sune
- Anders Lönnbro – materialförvaltare i ishockeylaget
- Cristina Evers – socialassistenten
- Göran Nilsson – arbetsförmedlaren
- Bo Hörnelius – Rolf, fackföreningsordföranden
- Håkan Ernesto Söderberg – Charles, svartfoten
- Per Johansson	– Per Nord, Yngves och Guns son, ishockeyspelare
- Harry Goldstein – platschefen
- Peder Falk – bankkamrer

## Om filmen
Filmen producerades av Moviemakers Sweden AB och fotades av Peter Fischer. Scenograf var Stig Boquist. Filmen premiärvisades den 6 december 1976 i TV1 och repriserades två gånger 1977 i samma kanal. 1982 visades den på en TV-filmsfestival i Stockholm.
I filmen gjorde skådespelaren Roland Janson sin debut efter att Strömstedt uppmärksammade honom som lagledare vid en fotbollsmatch och därefter erbjöd honom en roll.